# 中村幸八
中村 幸八（なかむら こうはち、1898年（明治31年）12月18日 - 1966年（昭和41年）11月18日）は、大正から昭和期の商工官僚、政治家。衆議院議員、特許局長官。旧姓・鈴木。

## 経歴
静岡県浜名郡笠井町（現:浜松市中央区）で鈴木幸作の三男として生まれ、のちに同郡雄踏町（現:浜松市中央区）の旧家・中村源左衛門の養子となり中村家31代当主を継承した。第四高等学校を経て、1922年（大正11年）東京帝国大学法学部政治学科を卒業。同年、農商務省に入省し特許局属に任じられ、1924年（大正13年）11月、高等試験行政科試験に合格した。
以後、特許局事務官、同審判官、同意匠課長、製鐵所参事、同労務部福利課長、大阪鉱山監督局鉱政課長、特許局事務官・庶務課長、商工書記官・鉱山局鉱政課長、仙台鉱山監督局長、福岡鉱山監督局長、特許局長官、北海軍需監理部長などを歴任し、1945年（昭和20年）に退官した。
1949年（昭和24年）1月の第24回衆議院議員総選挙に静岡県第3区から民主自由党公認で出馬して初当選し、その後、第26回総選挙まで再選された。1955年（昭和30年）2月の第27回総選挙では次点で落選。1958年（昭和33年）5月の第28回総選挙で再選され、その後、1963年（昭和38年）11月の第30回総選挙まで連続して当選し、衆議院議員に通算6期在任した。この間、第4次吉田内閣・外務政務次官、衆議院商工委員長、自由党政調会資源部長、同政調会相談役、同総務、自由民主党総務、同組織総局次長、同科学技術特別委員長、同四国地方開発特別委員長、同副幹事長などを務めた。議員在任中の1966年11月に死去した。

## 著書
- 『特許発明総動員の指標』桜木書房、1944年。
- 『発明五十年史』東京出版社、1944年。